# Киан (Иран)
Киа́н (перс. كيان‎) — город на юго-западе Ирана, в провинции Чехармехаль и Бахтиария. Входит в состав шахрестана Шехре-Корд.
На 2006 год население составляло 10 922 человека.
Альтернативное название: Шахрак (Shahrak).

## География
Город находится на северо-востоке Чехармехаля и Бахтиарии, в горной местности центрального Загроса, на высоте 2 043 метров над уровнем моря.
Киан расположен на расстоянии нескольких километров к юго-востоку от Шехре-Корда, административного центра провинции и на расстоянии 370 километров к юго-западу от Тегерана, столицы страны.